# O Melhor de Amália - Estranha Forma de Vida
O Melhor de Amália, sub-intitulado "Estranha Forma de Vida" é um disco de Amália Rodrigues, lançado em 1985. É o disco de maior sucesso da cantora.
O disco recebeu o galardão de platina logo em 1985.
Em menos de dois anos, o primeiro "O Melhor de Amália" ganhou 6 discos de platina, o "Volume II" outros 3, e mais tarde as reedições em CD trouxeram mais uma remessa de Platinas. Segundo David Ferreira que nenhuma outra edição terá facturado tanto em Portugal.
Em 1995 foi reeditado pela primeira vez em CD.
Na sequência do êxito de "O Melhor de Amália", foi editado "O Melhor de Amália 2 - Tudo Isto é Fado" em Dezembro de 1985 e O Melhor De Amália 3 - Fado Da Saudade em 2003.

## Alinhamento
1. 1.1 Foi Deus
2. 1.2 Fado Menor
3. 1.3 Fado Menor
4. 1.4 Há Festa Na Mouraria
5. 1.5 Não É Desgraça Ser Pobre
6. 1.6 Dá-me O Braço Anda Daí
7. 1.7 Fado Do Ciúme
8. 1.8 Barco Negro
9. 1.9 Barco Negro
10. 1.10 Cansaço (Fado Tango)
11. 1.11 Cansaço (Fado Tango)
12. 1.13 Uma Casa Portuguesa
13. 1.14 Amália
14. 1.15 Estranha Forma De Vida
15. 2.1 Ai Mouraria
16. 2.2 Fado Português
17. 2.3 Ó Careca
18. 2.4 Valentim
19. 2.5 Maria Lisboa
20. 2.6 Trova Do Vento Que Passa
21. 2.7 Povo Que Lavas No Rio
22. 2.8 Gaivota
23. 2.9 Com Que Voz
24. 2.10 Havemos De Ir A Viana
25. 2.11 Fadinho Da Ti Maria Benta
26. 2.12 Madrugada De Alfama
27. 2.13 Meu Amor, Meu Amor (Meu Limão De Amargura)
28. 2.14 Vou Dar De Beber À Dor

## Posições
| Paradas (1985)   | Posições |
| ---------------- | -------- |
| Portugal - GPPFV | 1        |

| País / Certificadora | Certificação                     | Vendas |
| -------------------- | -------------------------------- | ------ |
| Portugal AFP         | Platina\|align="center"\|600.000 |        |